# Монтиђано (Лука)
Монтиђано је насеље у Италији у округу Лука, региону Тоскана.
Према процени из 2011. у насељу је живело 210 становника. Насеље се налази на надморској висини од 262 м.